# 98

## Починали
- Климент I, римски папа
- 27 януари – Нерва, римски император